# Ardagger
Ardagger is een gemeente in de Oostenrijkse deelstaat Neder-Oostenrijk, gelegen in het district Amstetten. De gemeente heeft ongeveer 3300 inwoners.

## Geografie
Ardagger heeft een oppervlakte van 47,28 km². Het ligt in het centrum van het land, iets ten noorden van het geografisch middelpunt.

## Het ontstaan van de gemeente
De gemeente Ardagger is in 1971 gevormd door samenvoeging van vier gemeenten, die tot dan toe volkomen zelfstandige gemeenten waren, namelijk Ardagger Markt, Ardagger Stift, Kollmitzberg en Stephanshart.

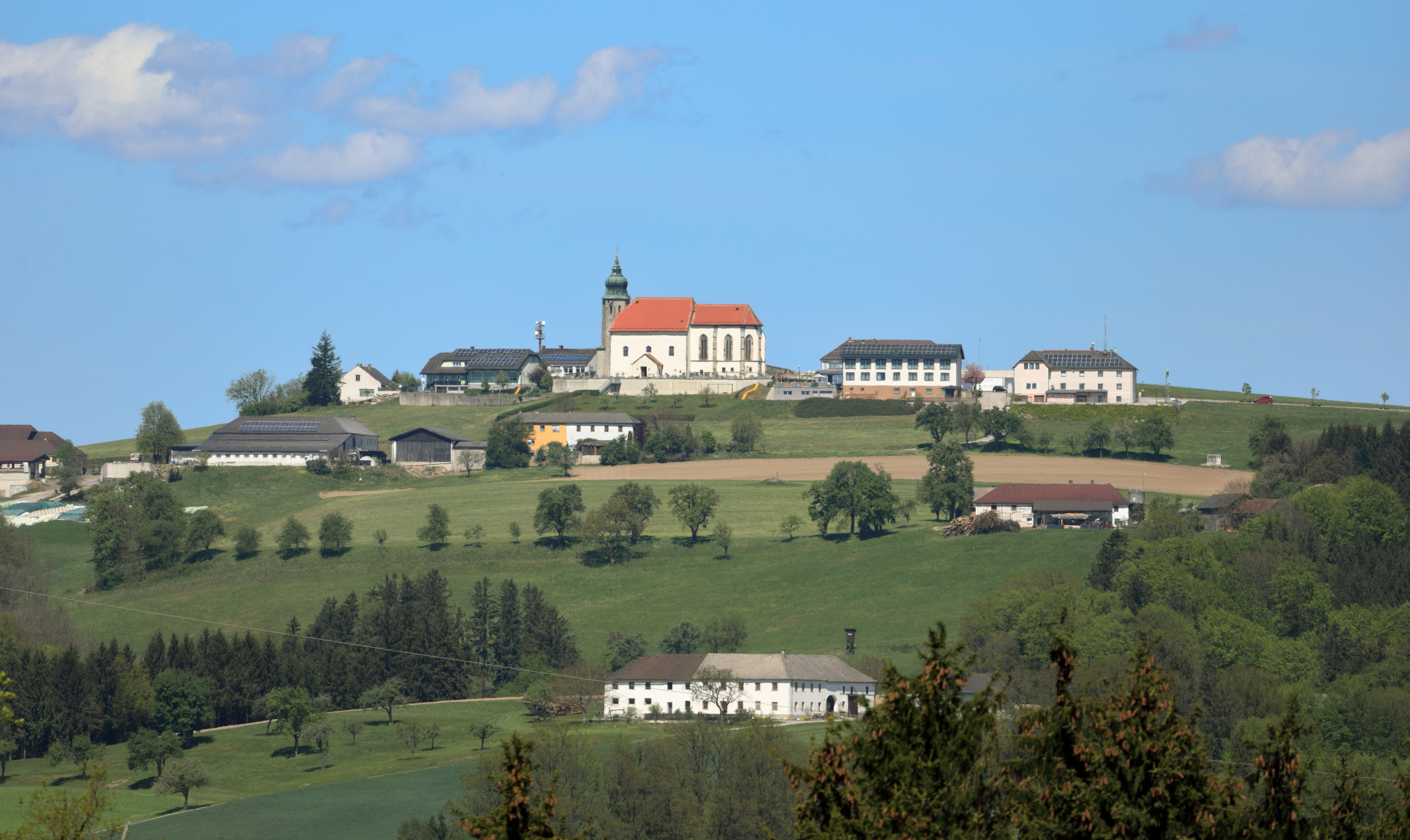
Kollmitzberg

Allhartsberg · Amstetten · Ardagger · Aschbach-Markt · Behamberg · Biberbach · Ennsdorf · Ernsthofen · Ertl · Euratsfeld · Ferschnitz · Haag · Haidershofen · Hollenstein an der Ybbs · Kematen an der Ybbs · Neuhofen an der Ybbs · Neustadtl an der Donau · Oed-Öhling · Opponitz · Seitenstetten · Sonntagberg · Sankt Georgen am Reith · Sankt Georgen am Ybbsfelde · Sankt Pantaleon-Erla · St. Peter in der Au · St. Valentin · Strengberg · Viehdorf · Wallsee-Sindelburg · Weistrach · Winklarn · Wolfsbach · Ybbsitz · Zeillern
- Gemeinsame Normdatei: 4798866-6
- Virtual International Authority File: 248300698